# Kval till Svenska Hockeyligan
Kvalserien till Svenska Hockeyligan, tidigare känd som Kvalserien till Elitserien i ishockey, avgjordes åren 1975-2014 i slutet av säsongen, och spelades för att avgöra vilka två lag som skulle komplettera Svenska Hockeyligan (SHL) efterföljande säsong. Kvalserien innebar olika saker beroende på vilken säsong som avsågs. Den 13 mars 2014 meddelades att Kvalserien slopas efter säsongen 2013/2014, och ersattes av Direktkval till Svenska Hockeyligan.

## Format

### 1975
Två kvalserier, norra och södra, med fyra lag i varje serie och seriesegraren till Elitserien.

### 1976-1977
I kvalserien spelar de fyra segrande lagen från Playoff 2. Lagen möter varandra hemma och borta, vilket ger sex spelomgångar. Betydelselösa matcher ställs in.
Ettan och tvåan i Kvalserien går till Elitserien följande säsong. De båda andra lagen spelar i Division I.

### 1978-1980
I Kvalserien spelar det näst sista laget (nian) i Elitserien samt de fyra segrande lagen från Playoff 2. De fem kvalserielagen får möta de andra lagen en gång, vilket blir fyra matcher per lag. Betydelselösa matcher spelas inte.
Ettan och tvåan i Kvalserien går till Elitserien följande säsong. Övriga tre lag spelar i Division I.

### 1981-1982
I kvalserien spelar det näst sista laget (nian) i Elitserien tillsammans med de tre segrande lagen från Playoff 3. De fyra kvalserielagen möter varandra hemma och borta i sex omgångar. 
Ettan och tvåan i kvalserien går till Elitserien följande säsong. De båda andra lagen spelar i Division I.

### 1983-1986
I kvalserien spelar det näst sista laget (nian) från elitserien tillsammans med förloraren av den allsvenska finalen och de två segrande lagen från Playoff 3. De fyra kvalserielagen möter varandra hemma och borta i sex omgångar. 
Vinnaren av kvalserien går till Elitserien följande säsong. Övriga tre lag spelar i Division I.

### 1987
I kvalserien spelar det tionde och sista laget i Elitserien, lag 2 i Allsvenskan och de två segrande lagen från Playoff 2. De fyra kvalserielagen möter varandra hemma och borta i sex omgångar. 
Ettan och tvåan i kvalserien går till Elitserien följande säsong. De båda andra lagen spelar i Division I.

### 1988-1996
I kvalserien spelar förloraren av den allsvenska finalen tillsammans med de tre segrande lagen från Playoff 3. De fyra kvalserielagen möter varandra hemma och borta i sex omgångar. 
Vinnaren av kvalserien får spela i Elitserien följande säsong. Övriga tre lag spelar i Division I.

### 1997-1999
Kvalserien består av lag 11 och 12 från den avslutade Elitserien, ettan och tvåan i Allsvenskan samt de två segrande lagen från Playoff 3. De sex kvalserielagen möter varandra hemma och borta i tio omgångar. 
Ettan och tvåan i den färdigspelade kvalserien spelar i Elitserien följande säsong. Övriga lag spelar i Division I.

### 2000-2005
Kvalserien består av lag 11 och 12 från den avslutade Elitserien, ettan och tvåan i Superallsvenskan samt de två segrande lagen från Playoff 2. De sex kvalserielagen möter varandra hemma och borta i tio omgångar. 
Ettan och tvåan i den färdigspelade kvalserien spelar i Elitserien följande säsong. Övriga lag spelar istället i Allsvenskan följande säsong.

### 2006/2007
Kvalserien består av lag 11 och 12 från den avslutade Elitserien och de fyra första lagen i Allsvenskan. De sex kvalserielagen möter varandra hemma och borta i tio omgångar. 
Ettan och tvåan i den färdigspelade kvalserien spelar i Elitserien följande säsong. Övriga lag spelar istället i Allsvenskan följande säsong.

### 2007-2010
Kvalserien består av lag 11 och 12 från den avslutade Elitserien, de tre första lagen i Hockeyallsvenskan samt det segrande laget från Playoff 2. De sex kvalserielagen möter varandra hemma och borta i tio omgångar. 
Ettan och tvåan i den färdigspelade kvalserien spelar i Elitserien följande säsong. Övriga lag spelar istället i Hockeyallsvenskan följande säsong.

### 2011-2014
Kvalserien består av lag 11 och 12 från den avslutade Svenska Hockeyligan, de tre första lagen i Hockeyallsvenskan, samt det segrande laget från förkval till kvalserien. De sex kvalserielagen möter varandra hemma och borta i tio omgångar.
Ettan och tvåan i den färdigspelade kvalserien spelar i Svenska Hockeyligan följande säsong. Övriga lag spelar istället i Hockeyallsvenskan följande säsong.

### 2015
I Hockeyallsvenskan spelade följande:
- Lag 1-2 spelade allsvensk final i bäst av fem matcher. Vinnaren avancerade till SHL, medan förloraren spelade direktkval till SHL.
- Lag 3-8 spelade Slutspelserien där de tre bäst placerade lagen spelade direktkval till SHL.
- Lag 9-12 spelade färdigt för säsongen.
- Lag 13-14 spelade Kvalserien till Hockeyallsvenskan.

I direktkval till Svenska Hockeyligan spelade följande i bäst av sju matcher (där vinnande lag kvalificerade sig till SHL):
- Förlorande lag från allsvenska finalen mot lag 1 från Slutspelserien.
- Lag 3 från Slutspelserien mot lag 11 från SHL.
- Lag 2 från Slutspelserien mot lag 12 från SHL.

### 2016-2020
I Hockeyallsvenskan spelar följande lag:
- Lag 1-2 spelar allsvensk final i bäst av fem matcher, vinnaren spelar direktkval till SHL, förlorade lag spelar Playoffmatch mot vinnande lag i Slutspelserien.
- Lag 3-8 spelar Slutspelserien, det bäst placerade laget spelar playoffmatch mot förlorande lag från allsvenska finalen.
- Lag 9-12 spelar färdigt för säsongen.
- Lag 13-14 spelar Kvalserien till Hockeyallsvenskan.

I Playoffmatchen mellan förlorande lag från allsvenska finalen mot vinnande lag från Slutspelserien spelas i bäst av tre matcher, vinnaren spelar direktkval till SHL.
I Direktkval till SHL spelas följande i bäst av sju matcher, vinnande lag spelar i SHL:
- Vinnande lag från Playoff mot lag 13 från SHL.
- Vinnande lag från allsvenska finalen mot lag 14 från SHL.

### 2021-
I Hockeyallsvenskan spelar följande lag:
- Lag 1-6 spelar slutspel i bäst av fem.
- Lag 7-10 spelar åttondelsfinaler till slutspel i bäst av tre.
- Lag 11-12 spelar färdigt säsongen.
- Lag 13-14 spelar kval till Hockeyallsvenskan i bäst av fem, förloraren flyttas ner till Hockeyettan.

I slutspelet går vinnande lag till semifinal och spelar bäst av sju, vinnarna går till final spelar i bäst av sju, vinnaren av finalen spelar i SHL.